# Mont de Gien
Le mont de Gien est un sommet du Morvan se situant sur la commune de Ménessaire, dans la Côte-d'Or.

## Étymologie
Le mont de Gien tire son nom du village de Gien-sur-Cure dans le département voisin de la Nièvre qu'il domine.

## Géographie
Situé à l'extrême sud-ouest du département de la Côte-d'Or, dans l'exclave de Ménessaire. Le mont de Gien est le point culminant du département et est un des principaux sommets du Morvan.
Le mont de Gien est le plus haut d'un petit ensemble de sommets situé dans la Montagne enclavée parmi lesquels se trouvent Les Tronçois (720 m) et le mont du Gros Moux (718 m).